# پنچنگو
پنچنگو (به لهستانی:  Pęczniew) یک روستا در لهستان است که در گمینا پنچنگو واقع شده‌است. پنچنگو ۸۳۰ نفر جمعیت دارد.